# Сотута (муниципалитет)
Сотута (исп. Sotuta) — муниципалитет в Мексике, штат Юкатан, с административным центром в одноимённом городе. Численность населения, по данным переписи 2010 года, составила 8449 человек.

## Общие сведения
Название Sotuta с майяского можно перевести как: вращающаяся вода.
Площадь муниципалитета равна 546 км², что составляет 1,37 % от общей площади штата, а наивысшая точка — 30 метров над уровнем моря, расположена в поселении Таби́.
Он граничит с другими муниципалитетами Юкатана: на севере с Кантунилем и Суцалем, на востоке c Яшкабой, на юге с Кантамаеком и Маяпаном, на западе с Текитом и Хухи.

## Учреждение и состав
Муниципалитет был образован в 1923 году, в его состав входит 7 населённых пунктов, самые крупные из которых:
| Код INEGI                  | Населённый пункт                                                              | Численность населения (2005 год) | Численность населения (2010 год) |
| -------------------------- | ----------------------------------------------------------------------------- | -------------------------------- | -------------------------------- |
| 069                        | Всего                                                                         | 8081                             | 8449                             |
| 0001                       | Сотута (исп. Sotuta) 20°35′45″ с. ш. 89°00′22″ з. д. (административный центр) | 5320                             | 5548                             |
| 0004                       | Тиболон (исп. Tibolón) 20°39′55″ с. ш. 88°56′20″ з. д.                        | 1544                             | 1633                             |
| 0003                       | Таби (исп. Tabí) 20°35′55″ с. ш. 88°53′57″ з. д.                              | 694                              | 708                              |
| 0005                       | Савала (исп. Zavala) 20°36′29″ с. ш. 89°06′48″ з. д.                          | 506                              | 541                              |
| 0159                       | Сан-Андрес (исп. San Andrés) 20°35′45″ с. ш. 88°59′56″ з. д.                  | 12                               | 12                               |
| —                          | Прочие                                                                        | 5                                | 7                                |
| Названия на карте Генштаба |                                                                               |                                  |                                  |

## Экономика
По статистическим данным 2000 года, работоспособное население занято по секторам экономики в следующих пропорциях:
- сельское хозяйство и скотоводство — 49,3 %;
- торговля, сферы услуг и туризма — 26,8 %;
- производство и строительство — 23,6 %;
- безработные — 0,3 %.

## Инфраструктура
По статистическим данным 2010 года, инфраструктура развита следующим образом:
- протяжённость дорог: 72 км;
- электрификация: 96,9 %;
- водоснабжение: 94,3 %;
- водоотведение: 48,2 %.

## Достопримечательности
Основные достопримечательности:
- церковь Святого Апостола Петра, построенная в XVI веке;
- часовня Святого Креста, построенная в XVIII веке;
- дворец Начи Кокома[исп.], потомка правителей Майяпана, сохранившего свою власть при испанских колонизаторах.

## Фотографии

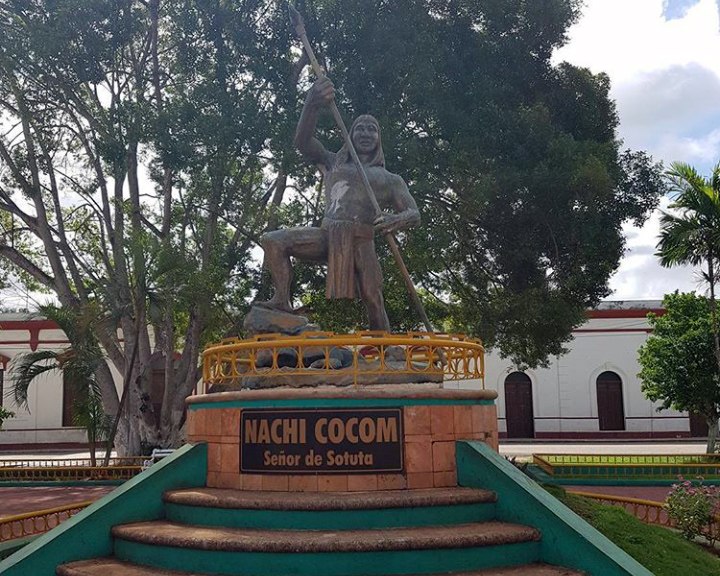
Памятник Начи Кокоме
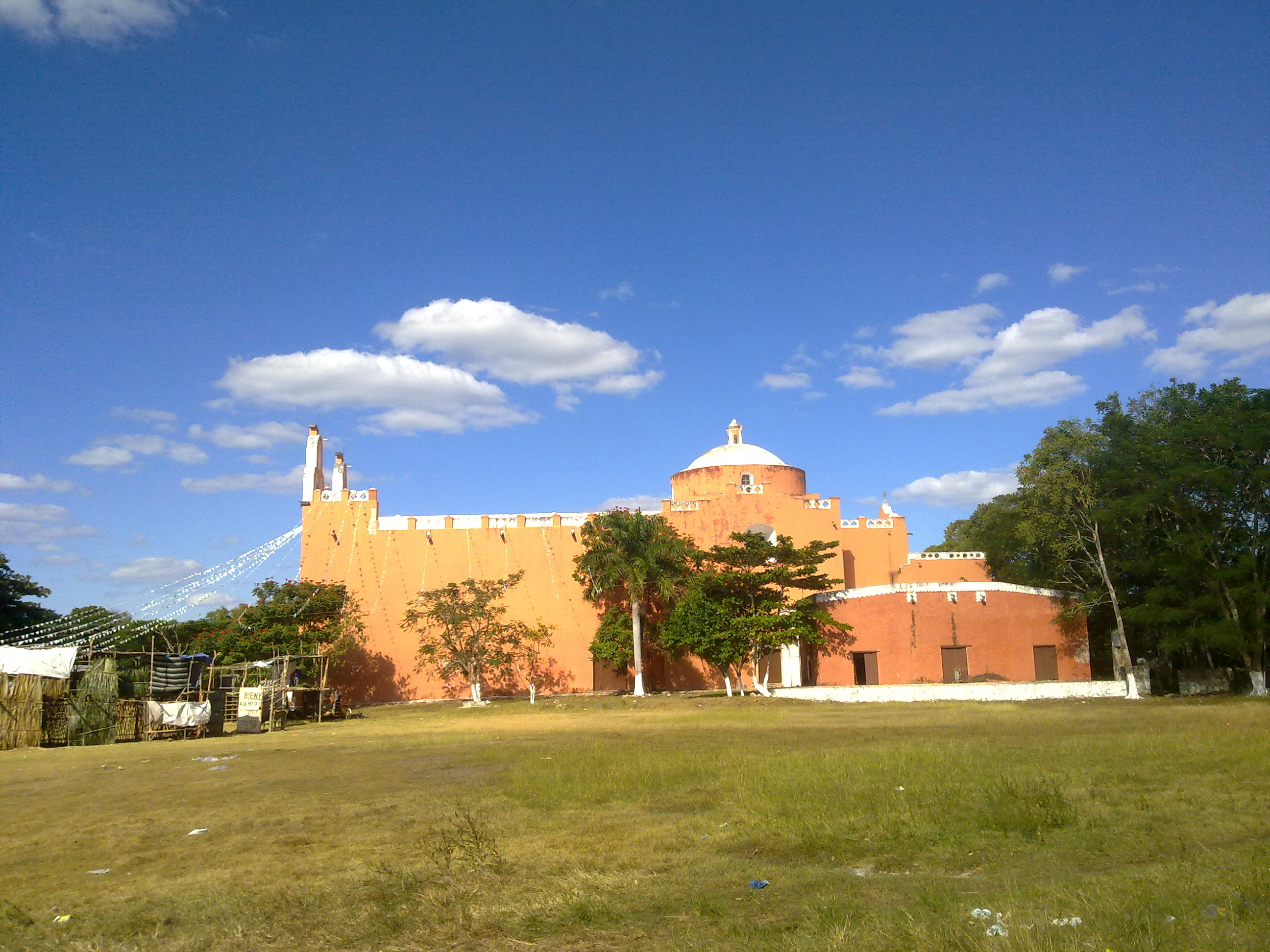
Церковь в Таби